# Руски заштитни корпус
Руски заштитни корпус (њем. Russisches Schutzkorps) био је корпус сачињен од антикомунистичких бијелих руских емиграната, основан на подручју њемачке војне управе у Србији током Другог свјетског рата. Корпусом је током свог живота заповједао генерал-потпуковник Борис Штејфон, а јединица је првобитно за задатак имала заштиту фабрика и рудника од краја 1941. до почетка 1944. године. Корпус је укључен у састав Вермахта 1. децембра 1942. године и касније се сукобљавао са југословенским партизанима и накратко са југословенским четницима. Крајем 1944. године, корпус се борио против Црвене армије током Београдске операције, затим се повукао у Босну и Словенију са Нијемцима, који су се повлачили са Балкана. Након Штејфонове смрти 30. априла 1945. године у Загребу, руски пуковник Анатолиј Рогожин преузео је заповједништво над јединицом и предводио је снаге даље на сјевер у јужну Аустрију, гдје су се предали Британцима. За разлику од осталих руских јединица које су се бориле на страни Трећег рајха, Рогожин и његови саборци, који нису формално третирани као совјетски држављани, били су ослобођени принудне репатријације у СССР и на крају су ослобођени и дозвољено им је пресељење на Запад.

## Позадина и настанак
На Балкану прије избијања Другог свјетског рата је било око 15.000 бијелих руских емиграната, који су на то подручје избјегли након Октобарске револуције 1917. године. Генерал Петар Врангел је релоцирао 25.000 припадника Јужне бијеле армије у Југославију након преговора са југословенском владом 1921. године. Силе Осовине отпочеле су 6. априла 1941. инвазију и окупацију Краљевине Југославије. Скромно опремљена и слабо обучена, Југословенска војска је брзо поражена. Земља је раскомадана, а Србија је сведена на границе од прије 1912. године и стављена је под њемачку војну управу. Армијски генерал Милан Недић, предратни политичар за кога се знало да има проосовинске ставове, Нијемци су изабрали за предсједника колаборационистичке Владе народног спаса на Подручју Војног заповједника у Србији. Током устанка у Србији на љето 1941. године, југословенски партизани су убили око 300 бијелих руских емиграната и ранили много више, понекад у дјелима освете. Као одговор на то, мјесни Руси су почели да се организују у јединице самоодбране. У то вријеме, процјењено је да је око 10.000 Руса живјело на простору Југославије, од чега је већина живјела у окупираној Србији.
Руски заштитни корпус је основан у Београду под заповједништвом генерала Михаила Скородумова 12. септембра 1941. и на почетку је био познат као „Одвојени руски корпус” (њем. Das Abgesonderte Russische Korps, рус. Отдельный русский корпус). Успостављен је по наређењу Војног заповједника у Србији генерала авијације Хајнриха Данкелмана, уз пристанак Недићевог режима. Кључна њемачка личност укључена у организовању корпуса био Данкелманов шеф особља, пуковник Ерих Кевиш. Регрутовање и одабир добровољаца вршио је генерал-мајор Владимир Крејтер, бијели руски емигрант у Њемачкој који је био шеф Руског обавјештајног уреда у Србији. Првобитна главнина коју је регрутовао чинили су бијели руски емигранти и бивши официр Руске императорске армије, коју је поразила Црвена армија у грађанском рату двадесет година раније. Они су живјели у окупираној Србији и стали су на страну Нијемаца због њиховог противљења комунизму, а и због тога што су вјеровали да је једина нада за некомунистичку Русију била њемачка побједа у Другом свјетском рату. Скородумов концепт корпуса био је такав, да након што корпус испуни своју обавезу у Србији, земљи која их је примила, отићи ће у Русију да наставе борбу. Јединица је преименована у Руски заштитни корпус 2. октобра 1941. године.
Скородумов је био стар, болестан, а и није био добро познат међу обичним службеницима бијеле руске емиграције. Два дана након образовања Корпуса, Гестапо га је ухапсио, а команда је прешла на генерал-потпуковника Бориса Штејфона, за кога се сматрало да имао пријатељске односе са Недићем. Нијемци су предвидјели да ће нове снаге бити јачине од 3.000 људи и да ће бити организоване у три пука, са задужењем заштите фабрика, других индустријских постројења и рудника који производе материјале важне за остварење њемачких ратних циљева. Корпус се у почетку састојао од само једног пука, организованог у четири батаљона. Генерал-мајор Егоров заповједао је 1. батаљоном, пуковник Шатилов је заповједао 2, пуковник Ендржевскиј 3. и пуковник Нестренко 4. батаљоном. Други пук је основан 18. октобра и њиме је заповједао пуковник Жуков. У почетку, корпус је био независна снага која је извјештавала њемачког опуномоћеног посланика за привредна питања, обергрупенфирера НСЛК Франца Нојхаузена.

## Операције

### Уопштено
Иако је крајњи циљ корпуса био помоћ у наношењу пораза комунистичким снагама у СССР, он се готово искључиво користио за борбу против партизана на подручју окупиране Југославије, у почетку у дефанзивној улози. На врхунцу своје снаге, био је сачињен од једног коњичког пука и четири пјешадијска пука. Између јесени 1941. и прољећа 1944. године, корпус је првенствено био одговоран за заштиту фабрика оружја, рудника, путева и пруга широм окупиране Србије у складу са приоритетима које је утврдила Врховна команда Вермахта. Корпус никада није дјеловао као јединствена снага, јер је пук био његова највећа оперативна јединица. Пукови су касније додјељивани као помоћне јединице њемачким или бугарским окупационим снагама. Током свог постојања, корпус је добијао појачање у виду млађих емиграната и бивших совјетских ратних заробљеника. Руски емигранти који су живјели у Краљевини Бугарској, Независној Држави Хрватској и Краљевини Мађарској, дошли су у Београд како би се придружили корпусу. Користили су оружје Југословенске војске које је заробила њемачка војска, а командни језик био је руски. Током свог постојања, корпус је одржавао добре односе са Недићевим режимом.
Док су чували објекте, припадници корпуса били су у великој мјери распоређени у бункерима од цигле, штитећи жељезницу у долини ријеке Ибар, руднике Трепчу, Бор и Мајданпек, као и границе окупиране територије дуж Дунава и Дрине. Често су били распоређени поред разних српских колаборационистичких снага, као што су Српска државна стража (СДС) и Српски добровољачки корпус (СДК), са којима су имали најближу сарадњу. Корпус је такође блиско сарађивао и усташама, када је дјеловао у сусједној НДХ. Припадници корпуса су пљачкали сељаке на подручјима на којима су дјеловали.

### Ране акције
Корпус је првобитно имао задат чувања рудник у Крупњу на западу окупиране територије, а касније Бора на истоку и Трепче на југу. Први пук је првобитно био распоређен у Лозници, Љубовији и другим варошицама дуж ријеке Дрине, која је чинила западну границу окупиране територије. Други пук је прво дјеловао у варошицама као што су Неготин, Бор и Мајданпек у близини источне границе са Краљевином Румунијом. У исто вријеме, два пука су била оперативно подређена њемачкој 704. пјешадијској дивизији. У новембру 1941, корпус је почео активно сарађивати са Југословенском војском у отаџбини против партизана. Дана 8. децембра 1941, корпус је успио одбити напад партизана на рудник Столице код Крупња. Крајем 1941. године, корпус је имао 1.500 припадника.
Трећи пук је успостављен у Бањици код Београда 8. јануара 1942. године и стављен је под заповједништво пуковника Шапилова, а размјештен је у Косовску Митровицу у близини рудника Трепча на југу окупиране територије и оперативно је био подређен бугарској 1. окупационом корпусу. Четврти корпус је успостављен 29. априла и стављен је под заповједништво генерала Черепова, а распоређен је на запад окупиране територије у близини Краљева. У мају, корпус је подијељен на двије бригаде. Прва бригада је стављена под заповједништво генерал-мајора Драценка, а његов штаб је успостављен у варошици Аранђеловац 22. маја. У мају је такође Кевиш поднио извјештај у којем се наводи да уколико му се дозволи регрутације из свих дијелова Европе под њемачком контролом, могао би да подигне бројност на око 25.000 људи. Он је такође позвао више власти да реорганизују корпус и интегришу га са Вермахтом. Након значајне расправе, Врховна команда Вермахта је 29. октобра наредила реорганизацију, преименовање у Руски заштитни корпус и његово потпуно подређивање њемачком Војном заповједнику у Србији.
Дана 30. новембра, 4. пук је распуштен, 1. батаљон је додјељен 1. пуку, а остатак људства је додјељен 2. пуку. Корпус је 1. децембра 1942. ушао у састав Вермахта и сви његови припадници су се морали заклети на вјерност њемачком фиреру Адолфу Хитлеру. Корпус је током 1942. повећао бројност припадника, након прилива добровољаца из Бугарске, Хрватске, Румуније и Грчке. До краја 1942, корпус је имао око 7.500 припадника и сви су били Руси. Током реорганизације, направљен је покушај да се корпус даље прошири регрутовањем совјетских ратних заробљеника, али је први покушај са 300 заробљеника пропао и није се више поновио. Дана 9. децембра 1942. године, 1. пук је отпочео трансформацију доласком Кубанских козака предвођених генерал-мајором Науменком. До јануара 1943, састојао се искључиво од козака. Дана 17. марта 1943, генерал-мајор Гонтарев замијенио је Шапилова као заповједник 3. пука. Први пук је учествовао у борбама код Лознице и учествовао је у великој операцији у Запољу, јужно од Крупља, преко границе са НДХ од 11. до 15. маја, гдје је учествовао у тешким борбама са партизанима. Од 1. до 8. маја, пук је поново био стациониран у Лозници и Љубовији, гдје је учествовао у одбрани Дринског моста код Зворника од партизана. Током тог периода је дозволио пролазак за 379 рањених хрватских војника и цивила, 1000 здравих војника и много избјеглица, збрињавање 2 убијених и 17 рањених. Корпус се сукобио са партизанима у околини села Недељицe 19. јула. У међувремену, 2. пук се сукобио са партизанима у близини Неготина. Четврти пук је поново успостављен 15. децембра, са базама у Јагодини, Параћину и Ћурпији у средишту окупиране територије.

### Повлачење, пораз и распуштање
Од прољећа 1944. корпус се све више фокусирао на борбу против партизана који су продирали у Србију из Босне и Санџака, а до првих сукоба са четничким групама долази тек 1944. године. У борби са партизанима у Кленаку 5. јануара 1944. погинула су три козака 1. пука. У Обреновцу је 18. јануара образован 5. пук. Трећи пук је 31. марта надјачао 2400 партизана који су напредовали ка Јошаничкој Бањи. Први пук је 28. априла припремио одбрану дуж Дрине у рејону Зворника, Бајине Баште и Лознице, очекујући покушај преласка 16. и 17. партизанске дивизије. Штаб 4. пука је 30. априла премјештен у Алексинац. Од 1. до 2. маја, 5. пук се сукобио са партизанима у Мравници, при чему је имао 11 погинулих и 25 рањених. Тог љета корпус је посредова у споразуму између групе четника и Нијемаца у коме су двије стране договориле заједничку борбу против партизана у Србији. Пети пук је 18. јула водио борбе у Јошаничкој Бањи и ту је пребацио свој штаб из Обреновца, а штабови батаљона су образовани у Звечану, Јошњаничкој Бањи, Ушћу и Вучитрну. Елементи 3. и 5. пука су се борили са партизанима од 4. до 5. августа код села Рудник. Партизани су 24. августа напали положаје 5. пука у Лепосавићу.
У септембру је Корпус достигао свој врхунац од 11.197 припадника. Тог мјесеца је дошло до неколико окршаја између 1. пука и партизана у зворничком и ваљевском крају. Други пук се 7/8. септембра сукобио са партизанима на Ибру, покушавајући да им онемогући прелазак. Елементи 3. пука прешли су у Пожегу 9. септембра, а 11. септембра у Чачак. Први пук се сукобио са групом партизана јужно од Лознице 20. септембра. Борбе су настављене свакодневно током септембра, а 1. пук је имао до 53 жртве дневно. Комбиноване снаге совјетске Црвене армије и Бугарске народне армије почеле су са продирањем на окупирану територију 22. септембра из правца истока, и придружиле су се партизанским снагама у Београдској операцији, с циљем заузимања српске пријестонице. Штаб 2. пука у Пожаревцу је евакуисан 8. октобра, пошто су се совјетска оклопна возила приближила граду. Како су дијелови пука кренули ка Београду и Гроцкој, дошли су у контакт са совјетским трупама и оклопним снагама у околини Рипња, јужно од Београда, при чему су претрпјели велике губитке. Руски заштитни корпус је 10. октобра преименован у „Руски корпус у Србији”. Штаб 4. пука премјештен је у Чачак 15. октобра.
Елементи 2. пука стигли су у Шабац 22. октобра, затим су 23. октобра прешли у Хрватску Митровицу у НДХ, два дана касније у Вуковар, 26. октобра у Осијек и два дана касније у Винковце и Старе Јанковце. Даље дијелови пука су кренули у Земун 13. октобра, Руму 14. октобра, Винковце 16. октобра и Старе Јанковце 24. октобра. Четврти пук се сукобио са напредујућим совјетским трупама и партизанима од 19. до 22. октобра бранећи положаје на путу Чачак—Краљево. Први пук је напустио Шабац и Кленак 23. октобра и прешао у Лаћарак, а затим у Товарник 24. октобра, гдје им је наређено да се стационирају. Четврти пук је водио борбе у чачанском крају од 27. октобра до 2. новембра. Суочио се са Црвеном армијом и четничким 2. равногорским корпусом прије него што је савладан и присиљен да напусти град. Четници су заробили 339 припадника Корпуса и предали их Совјетима. Први пук је 12. новембра кренуо путем жељезнице кроз Винковце у Брчко, са елементима распоређеним на сјевер преко Саве у Гуњи. Прегруписао се 8. децембра сјеверно од Саве, а од 11. до 13. децембра се сукобио са партизанима у селу Врбања и његовој околини, при чему су погинула 43 партизана. Четврти пук је стигао у Сарајево од 13. до 18. децембра. Елементи су се потом 18. децембра пребацили у оближњи Кисељак, сукобљавајући се са партизанима на подручју Кисељак—Бусовача од 26. до 27. децембра. За то вријеме, 1. пук и батаљон 2. пука чували су мостобран сјеверно од Брчког, како би омогућили њемачким снагама да се повуку кроз град.
У јануару 1945, елементи Корпуса су учествовали у њемачком заузимању Травника, у оквиру операције Лавина. Затим се повлаче у Словенију. Штејфон је преминуо приликом проласка кроз Загреб 30. априла, у хотелу Еспланаде. Пуковник Анатолиј Рогожин је преузео дужност команданта. Рогожин се 12. маја предао Британцима код Клагенфурта. У тренутку предаје, Корпус је према Пушадија-Рибкин имао 4500 припадника, док је према Гранитову има 3500 припадника. Тимофејев пише да је корпус до краја рата чинило 5584 припадника. Између 1941. и 1945. из строја је избачено 6709 припадника Корпуса. Укупно, 17.090 припадника је служило у редовима Корпуса током рата. Према Рогожину, неколико стотина мушкараца и њихових породица, који су побјегли из логора у Линцу и који су приморани на репатријацију у Совјетски Савез, придружили су се Руском корпусу од средине јуна 1945. како би избјегли депортацију у Совјетски Савез. Рогожинови људи су били поштеђени те судбине, јер нису сматрани совјетским грађанима.
Након што су испитали историју Корпуса, Британци су у октобру одлучили да га демобилишу. Припадници су потом послати у логор Келерберг, сјеверозападно од Филаха у Аустрији; Рогожин је 1. новембра 1945. издао наређење којим су његови подређени обавијештени о демобилизацији. Бившим припадницима Корпуса је касније дозвољено да се преселе на Запад, углавном у Сједињене Државе и Аргентину.

## Организација корпуса
На врхунцу снаге, Руски корпус се састојао од:
- 1. козачког пука Генерал Зборовски;
- Пјешадијски пукови II, III, IV и V.

Маја 1942. године, корпус је био подијељен у двије бригаде. Четврти пук је распуштен 30. новембра 1942, а поново успостављен 15. децембра 1943. године. Пети пук је успостављен 18. јануара 1944. године.

## Заповједници
Руски заштитни корпус имао је три заповједника током свог постојања:
| Бр. |                   | Заповједник                                   | Преузео дужност     | Напустио дужност    | Време на дужности  |
| --- | ----------------- | --------------------------------------------- | ------------------- | ------------------- | ------------------ |
| 1   | Михаил Скородумов | генерал Михаил Скородумов (1892—1963)         | 12. септембар 1941. | 14. септембар 1941. | 2 дана             |
| 2   | Борис Штејфон     | генерал-потпуковник Борис Штејфон (1881—1945) | 15. септембар 1941. | 30. април 1945. †   | 3 године, 227 дана |
| 3   | Анатолиј Рогожин  | пуковник Анатолиј Рогожин (1893—1972)         | 30. април 1945.     | 12. мај 1945        | 12 дана            |

## Униформе
Припадници Руског заштитног корпуса носили су униформе Руске императорске армије од 12. септембра 1941. до 30. новембра 1942, као и чехословачки шљем. Униформу су понекад носили са копчама Југословенске војске, поред посебне ознаке чина на оковратнику. Вермахтове униформе и ознаке усвојене су 1. децембра 1942, али старе униформе су кориштене још неко вријеме.